# Liliana Rendón Roldán
Liliana María Rendón Roldán (Ituango, 15 d'octubre de 1969) és una psicòloga i política colombiana. Durant les Eleccions legislatives de Colòmbia de 2010 va ser elegida com a senadora de la República de Colòmbia, càrrec al qual va renunciar l'octubre de 2013 per accedir al recentment creat partit de l'expresident Álvaro Uribe. Fins a l'any 2016 va exercir com a secretària de Participació Ciutadana i Desenvolupament Social de la Governació d'Antioquia, càrrec al qual va renunciar arran de la mort prematura de la seva germana.
Liliana Rendón Roldán, va néixer al corregiment Santa Rita del municipi d'Ituango, al nord d'Antioquia. És Psicòloga per la Universitat de Sant Bonaventura de Medellín. Es va especialitzar en alta gerència a la Universitat de Medellín. A més, ha realitzat diferents diplomatures entre les quals estan: Diplomatura en resolució de conflictes, Universitat Pontifícia Bolivariana; Diplomatura en projectes de desenvolupament i cooperació internacional, Universitat Politècnica De València, Espanya; i Diplomatura en gerència per al nou mil·lenni, Servei Nacional D'Aprenentatge. Ha exercit com a Psicòloga a la presó del Bon Pastor, Medellín i a la Fàbrica de Licors d'Antioquia, també va ser assessora del Grup Empresarial Formes Íntimes Ltda.
En l'àmbit polític, Rendón Roldán ha exercit com a regidora de la ciutat de Medellín entre els anys 2001 i 2005, càrrec al qual va renunciar per a aspirar a la Cambra de Representants el 2006, resultant electa en les Eleccions legislatives de Colòmbia de 2006 amb 25.663 vots. El 2006 va ser presidenta de la comissió setena de la Cambra de Representants, i el 2010 va aconseguir fer el pas al Senat de la república amb 109.128 vots favorables. L'octubre de 2013 va renunciar al seu curul (escó) al congrés i va sortir del seu Partit per ingressar al Centre Democràtic (Colòmbia), moviment fundat per l'expresident Álvaro Uribe.